# Костел Святої Анни (Тлумач)
Костел святої Анни — костел Римо-Католицької Церкви, який знаходиться в місті Тлумач, Івано-Франківської області.

## Історія
Місцеву парафію утворено в XIII столітті, за сприяння короля Казимира III. Вперше Тлумацький костел згадується 1214 року. Протягом XVI століття місцевий костел був тричі зруйнований татарами.Тричі місцева громада відбудовувала храм. В 1874 року, дерев'яний храм був перенесений в село Вікняни. Того ж року розпочалось будівництво нового костелу. В 1876 році будівництво було закінчене.
Фінансування взяв на себе місцевий меценат Т. Бредта, ініціатором виступив отець Францішек Сава. 24 липня 1882 року архієпископ Северин Моравський консекрував його.
1907 року художник Ю. Крупський зробив внутрішній розпис храму. В 1914-1918 роках костел постраждав під час Першої світової війни. В 1921 році З.Палка, запропонував проєкт перебудови костелу. 
Під час бойових дій 1939 та 1941-1944 році храм був пошкоджений, за часів УРСР після вигнання польського населення перетворений на продовольчий магазин.
В 1969 році керівництво КП України в місті Тлумач, розпорядились збудувати на місці храму кінотеатр "Ювілейний".
28 липня 2002 року, в Тлумачі була споруджена та освячена капличка.
17 квітня 2015 року закинуту будівлю кінотеатру, яку перетворили в комерційну будівлю з назвою "Кінотеатр" де відбувались дискотеки придбав меценат Богдан Станіславський.
22 липня того ж року він передав преміщення у власність РКЦ, тоді ж приміщення освятив Львівський митрополит архієпископ Мечислав Мокшицький.
2015 року Богдан Станіславський заявив, що будівлю кінотеатру буде перебудовано під вигляд історичного костелу.
Костел входить до Івано-Франківського деканату, Львівської архідієцезії РКЦ.
Настоятель храму отець Артур Зауха.
24.08.2024р. частина будівлі у якій знаходився храм — згоріла.

## Настоятелі
о.Францішек Сава похований на території парафії
о.Артур Зауха (*1970) рукоположений 1999, інкардинований в місті Тарнув, номінований 2011